# Zeppelin-Staaken R.VI
Zeppelin-Staaken R.VI byl čtyřmotorový německý dvouplošný bombardér nasazený do bojů v 1. světové válce.
R.VI byl nejvíce vyráběným letounem v kategorii „R“ (obřím letadlem - dle značení německých letadel v 1. světové válce vydaného úřadem Idflieg) v Německu (18 kusů) a také jedním z prvních letounů s uzavřeným kokpitem. Byl pravděpodobně největším letadlem dřevěné konstrukce, které kdy bylo postaveno až do doby, kdy Howard Hughes postavil svůj H-4 Hercules. Idflieg dal přednost výrobě tohoto letounu před šestimotorovým R.IV i ostatními bombardéry kategorie „R“ kvůli jeho relativně jednoduché konstrukci. K tomu, aby letoun uvezl svoji váhu, vyžadoval podvozek s 18 koly. Jeho 4 motory byly uspořádány do dvou tandemových gondol. Členy posádky byli dva mechanici, kteří seděli u každé z nich a starali se o údržbu motorů za letu.
Zeppelin-Staaken R.VI byl navržen Zeppelinem, ale protože projekt letounu byl příliš velký, realizovala ho firma Schütte-Lanz s využitím hangárů firem Flugzeugwerft GmbH Staaken v Berlíně, Automobil und Aviatik A.G. (zde byly vyrobeny 3 kusy z první objednávky na 6 strojů) a Albatros (3 kusy).

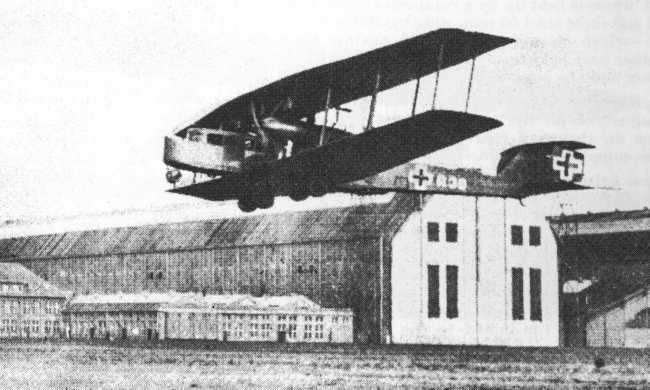
Zeppelin-Staaken R.VI, 1918

R.VI byl používán dvěma německými letkami (Riesenflugzeug-Abteilung): Rfa 500 a Rfa 501. První letoun byl dodán 28. června 1917. Letky nejprve sloužily na východní frontě na základně u Alt-Auz v Kuronsku do července 1917. V srpnu byla Rfa 501 převelena do Gentu v Belgii a zapojila se do operací proti Francii a Velké Británii. Rfa 501, která se zúčastňovala vojenských operací přibližně s pěti letouny R.VI, uskutečnila mezi srpnem 1917 a listopadem 1918 celkem 11 náletů na Velkou Británii. S 30 bombardéry shodila celkem 27 190 kg bomb. Při těchto náletech nad Velkou Británii letka nepřišla o žádný ze svých letounů, nicméně dva stroje havarovaly při návratu na základnu. Ze všech letounů Zeppelin-Staaken R.VI byly v průběhu celé války sestřeleny 4 stroje.
R.VI se sériovým číslem R.30/16 byl prvním letounem s přeplňovaným motorem, když byl modifikován instalací pátého motoru, který poháněl kompresor Brown-Boveri a mohl tak vystoupat až do výšky 5800 metrů.

## Specifikace

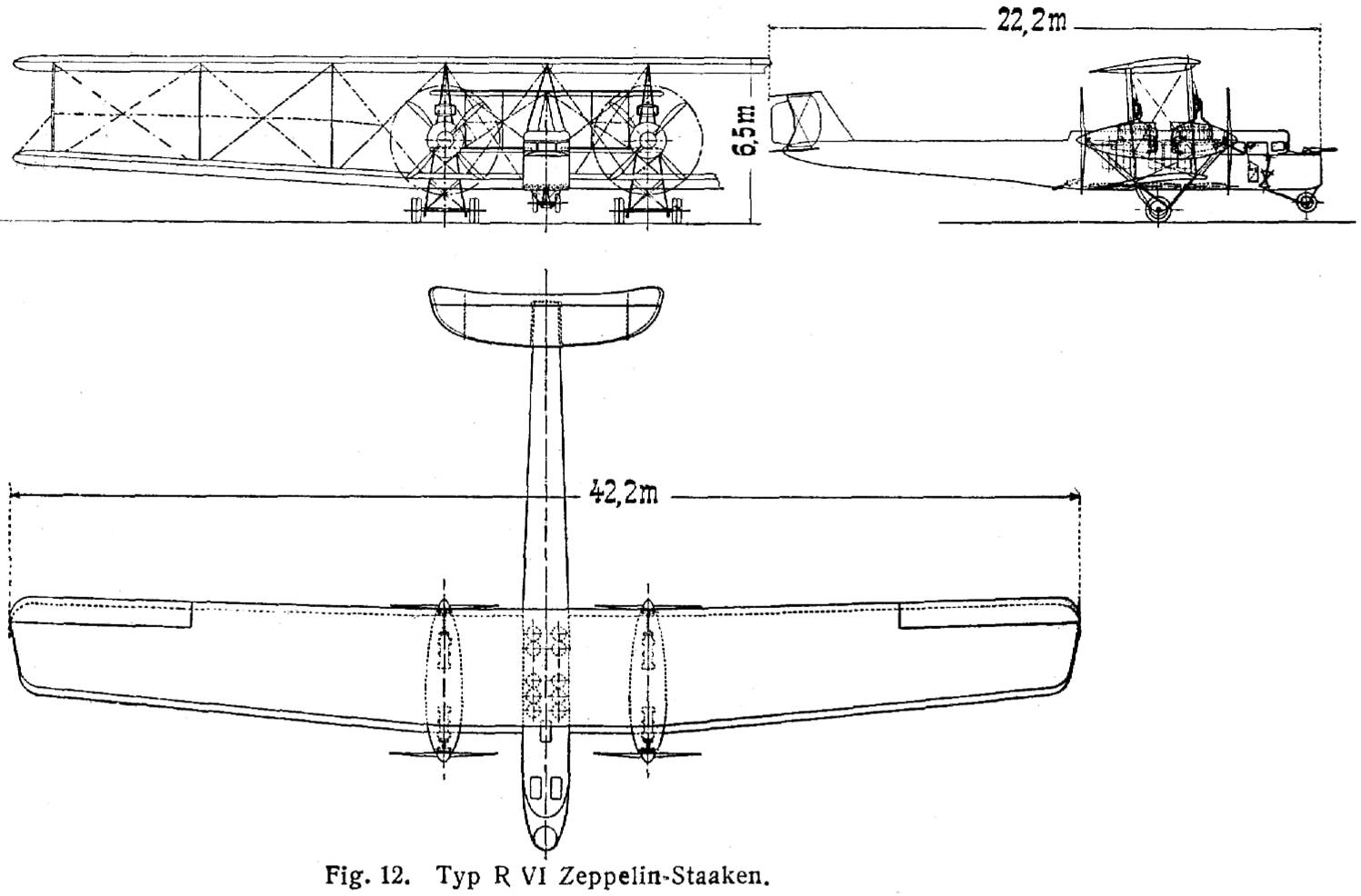
Zeppelin-Staaken R.VI

### Technické údaje
- Posádka: 7 (velitel, pilot, kopilot, radiooperátor a „palivář“ v kokpitu a dva mechanici v motorových gondolách)
- Délka: 22,1 m
- Rozpětí: 42,2 m
- Výška: 6,3 m
- Plocha křídel: 332 m²
- Plošné zatížení: kg/m²
- Prázdná hmotnost: 7 921 kg
- Vzletová hmotnost : 11 848 kg
- Pohonná jednotka: 4× (2 tlačné a 2 tažné) řadové motory Mercedes D.IVa nebo Maybach Mb.IVa
- Výkon pohonné jednotky: 260 k (191 kW)

### Výkony
- Maximální rychlost: 135 km/h
- Dolet: 800 km
- Dostup: 4320 m
- Stoupavost: m/min
- Poměr výkon/hmotnost: kW/kg

### Výzbroj
- až 5 kulometů různých typů
- 1800 kg bomb